# Halagapura, Hagaribommanahalli
Halagapura là một làng thuộc tehsil Hagaribommanahalli, huyện Bellary, bang Karnataka, Ấn Độ.